# アンジェラ芽衣
アンジェラ 芽衣（アンジェラ めい、欧文表記：Angela Mei、1997年4月29日 - ）は、日本のモデル、タレント、女優。埼玉県出身。ゼロイチファミリア所属。身長172cm。

## 来歴
2017年に"リア・ディゾンの再来"、または"黒船再来"というキャッチコピーでグラビアデビュー。ただし、アメリカ合衆国出身のディゾンと違ってアンジェラは埼玉県で生まれ育ったため、「海外から来日してムーブメントを巻き起こした人物」という意味での"黒船"には該当しない。8月には日本テレビ『今夜くらべてみました』において、広瀬すずが注目する美女としてアンジェラが紹介され、注目を浴びた。
2018年にはモデルデビューも果たしている。「GirlsAward」や「東京ガールズコレクション」などのファッションショーに10頭身ハーフモデルとして出演する。
2018年10月22日、富山のさかな応援ガールに就任した。
2018年11月発売、集英社「ヤングジャンプ増刊号ヤングジャンプGOLD」では同じゼロイチファミリア所属の6名（川崎あや、アンジェラ芽衣、十味、青山ひかる、黒木ひかり、月野もも）で「YJ DREAM GiRLS」を結成し、掲載された。
2020年、『仮面ライダーセイバー』（テレビ朝日）の神代玲花 / 仮面ライダーサーベラ役で地上波のテレビドラマに初出演。

## 人物
- 父が日本人で、母がフィリピン人[6]。
- 芸能界に入るまではポートレートモデルとして活動していた。2014年には「関東一可愛い女子高生ミスコンGP」でグランプリを獲得したこともある[13]。活動期間中に「童貞を殺すセーター」[14]を着たことにより、知名度が上昇した。
- 現在の所属事務所はゼロイチファミリアである。これはTwitterでアンジェラのことを知った川崎あや（当時はグラビアアイドル・レースクイーン）が自身のマネージャーに存在を教えたことがきっかけで、その後に知人のカメラマンを通じて川崎と同じ01familiaの所属モデルとなった[15]。
- アニメ・ゲーム好きであり[16]、私生活では完全なインドア派だという一方、写真を撮られることは好きで「池袋ハロウィンコスプレフェスティバル」などにコスプレで参加するなどしており、趣味を通じての友人も多い[17]。また、自身のInstagramアカウントにもコスプレ写真をアップロードしている[15][7][18]。
- ランウェイに挑戦するにあたっては意図的にグラビアアイドルとしての活動をセーブし、ウォーキングレッスンなどに取り組んでいた。また、2018年時点のインタビューでは、グラビアアイドルとしてデビューを経てファッションモデルに進出しているため、自身はいわゆるモグラ女子とは違うと認識しつつも、モデルとして自信を持てるまで成長して新しいタイプのモグラ女子を目指したいと語っている[18]。
- 小学生当時の遠足で男子生徒から鼻水のついた手で握手されたことが元で極度の潔癖症となっており、公衆トイレは除菌スプレーをしてからでないと座れない[19]。
- 仮面ライダーシリーズについては、母が大ファンであった『仮面ライダー電王』を自身は小学生のころに『プリキュア』からの流れで見ており、当時壊れていたDVDレコーダーを買い替えて『電王』を録画した後、それを夕食時に何度も見返していたという[2][3]。
- 『機界戦隊ゼンカイジャー』に登場するマジーヌ / ゼンカイマジーヌの自他共に認める熱狂的な大ファンで「マジーヌのママ」を自称しており[20]、『仮面ライダーセイバー』のスピンオフドラマで、ゼンカイマジーヌ役の声優・宮本侑芽とカメオ出演で共演を果たしている[21]。

## 出演

### ドラマ

#### テレビドラマ
- 仮面ライダーセイバー（2020年11月8日 - 2021年8月29日、テレビ朝日） - 神代玲花 / 仮面ライダーサーベラ 役[注 1][11][12]
- 機界戦隊ゼンカイジャー 第20カイ！（2021年7月18日、テレビ朝日） - 神代玲花 / 仮面ライダーサーベラ 役
- 湯遊ワンダーランド（2023年7月16日 - 、BSテレビ東京） - 愛子 役[22]

#### ウェブドラマ
- 仮面ライダーシリーズ（東映特撮ファンクラブ） - 神代玲花 / 仮面ライダーサーベラ 役
  - 仮面ライダージャンヌ＆仮面ライダーアギレラ withガールズリミックス（2022年8月7日 - 9月11日）[23]
  - 仮面ライダーセイバースピンオフ 仮面ライダーサーベラ＆仮面ライダーデュランダル（2022年11月20日）[24]
  - 仮面ライダーマジェード withガールズリミックス（2025年）[25]
- ヨドンナ THE FINAL（2024年3月3日、東映特撮ファンクラブ） - ローズ 役[26]

### 映画
- 仮面ライダーシリーズ（東映） - 神代玲花 / 仮面ライダーサーベラ 役
  - セイバー+ゼンカイジャー スーパーヒーロー戦記（2021年7月22日）[27]
  - 仮面ライダー ビヨンド・ジェネレーションズ（2021年12月17日）[28]

### オリジナルビデオ
- 仮面ライダーシリーズ - 神代玲花 役
  - ソードオブロゴスサーガ（2021年）[29]
  - 仮面ライダーセイバー 深罪の三重奏（2022年5月11日）[30]

### テレビ番組
- ゼロイチファミリアは褒められたい（2021年10月29日 - 、毎日放送）
- 天才てれびくん ヤマバ役（2024年4月 - 、NHKEテレ）

### ウェブ番組
- AbemaPrime（2018年10月24日、AbemaTV）アンカーキャスター ※宮澤エマの代役出演[31]

### CM
- GMOコイン「GMOコインダンス」篇（2021年）

### ゲーム
- 仮面ライダーバトル ガンバライジング（2021年） - 仮面ライダーサーベラ 役[32]
- 仮面ライダーバトル ガンバレジェンズ（2023年、アーケード） - 仮面ライダーサーベラ 役

### ファッションショー
- 第26回東京ガールズコレクション2018 SPRING/SUMMER
- 関西コレクション 2018 SPRING & SUMMER
- 東京ガールズラン 〜SEASON2018-2019〜[33]
- 神戸コレクション2019年SUMMER

## 書籍

### ムック本
- ガールズゲーマー Party（2019年9月12日、白夜書房、ISBN 978-4-86494-250-8） - 表紙、巻頭グラビア

### キャラクターソング
| 発売日        | 商品名                                                              | 歌                                 | 楽曲          | 備考                                                                |
| ------------- | ------------------------------------------------------------------- | ---------------------------------- | ------------- | ------------------------------------------------------------------- |
| 2025年5月11日 | Go As ONE（『仮面ライダーマジェードwithガールズリミックス』主題歌） | 九堂りんね with ガールズリミックス | 「Go As ONE」 | ウェブドラマ『仮面ライダーマジェード withガールズリミックス』主題歌 |

### ユニットメンバー
1. ↑  松本麗世、椛島光、アンジェラ芽衣、山本ひかる